# Go Won
Go Won（韓語：고원，2000年11月19日—）本名為樸彩嫚（韓語：박채원／樸彩嫚 Park Chae Won），韓國女歌手，出生於韓國仁川廣域市，現為女子團體本月少女的成員之一，也是本月少女固定子團體yyxy的一員。2018年1月30日以單曲專輯《Go Won》先行個人出道，為本月少女成員中第十一個被公開身份的成員。2018年8月19日隨本月少女以《+ +》團體出道。2023年1月，與所屬公司Block Berry Creative的訴訟勝訴後離開本月少女。加入CTDE&M並成為Loossemble成員，團體於2024年11月29日解散。

## 演艺生涯
Go Won的身份第一次被公开是在2018年1月15日，Blockberry Creative在其官方网站和社交媒体上发布了Go Won的预告照片。同月28日Blockberry Creative又释出了Go Won出道单曲《One & Only》的预告影片，并宣布她将于1月30日以单曲专辑《Go Won》出道。先前公开的成员Chuu和Kim Lip参与该专辑的收录曲《See Saw》。在3月30日最后一位公开成员Olivia Hye的单曲专辑《Olivia Hye》中的收录曲《Rosy》是由Go Won与Olivia Hye一同演唱，姬振参与伴唱。
4月27日，Blockberry Creative在其官方Youtube账号上公开了第三个出道前小分队的预告片，Go Won与Yves、Chuu和Olivia Hye被编入这个被命名为yyxy的小分队中。Blockberry Creative还同时宣布将在首尔特别市廣津區的YES24演艺厅举办“PREMIER GREETING - Line & Up”演唱会，这是yyxy的第一次公开舞台，也是本月少女全员的第一个舞台。同年8月19日，Go Won与本月少女其他成员在首尔漢南洞举行了出道舞台，并正式以本月少女的成员身份出道。
2023年9月15日以組合Loossemble團體同名專輯《Loossemble》再次出道。

## 音乐作品

### 单曲专辑
| 單曲 | 專輯資料                                                        | 曲目                                                  |
| ---- | --------------------------------------------------------------- | ----------------------------------------------------- |
| 1st  | 《Go Won》 - 發行日期：2017年6月26日 - 語言：韓語 - 銷量：9,180 | 曲目 1. One & Only (Go Won) 2. See Saw (Chuu, Go Won) |